# S10
Stien den Hollander (Abbekerk, 8 de novembre del 2000), més coneguda com a S10, és una cantant i rapera neerlandesa.
El gener 2018, quan va tenir 17 anys, va firmar amb la companyia discogràfica Noah's Ark. Les seves EPs Antipsychotica (2017) i Lithium (2018) van ser anomenades per antipsicòtics que normalment estan prescrits per psicosis i trastorns bipolars. Les lletres de les seves cançons parlen entre d'altres dels seus problemes mentals.
Va ser seleccionada internament per a representar els Països Baixos al Festival de la Cançó d'Eurovisió 2022 amb la cançó De Diepte (La Profunditat).